# Yuki Kobayashi
Yuki Kobayashi (Tòquio, Japó, 24 d'abril de 1992) és un futbolista japonès. Va disputar 2 partits amb la selecció del Japó.

## Estadístiques
| Selecció del Japó | Selecció del Japó | Selecció del Japó |
| Anys              | Partits           | Gols              |
| ----------------- | ----------------- | ----------------- |
| 2016              | 2                 | 1                 |
| Total             | 2                 | 1                 |